# Skutzia gaianii
Skutzia gaianii är en tvåvingeart som beskrevs av Andersen 2000. Skutzia gaianii ingår i släktet Skutzia och familjen fjädermyggor.
Artens utbredningsområde är Venezuela. Inga underarter finns listade i Catalogue of Life.